# Ochthebius melanescens
Ochthebius melanescens es una especie de escarabajo del género Ochthebius, familia Hydraenidae. Fue descrita científicamente por Dalla Torre en 1877.
Se distribuye desde Alemania hasta Grecia. Mide 1,75-2,3 milímetros de longitud.